# Skuld (mytologi)
Skuld ("framtiden") är en av de tre nornorna i nordisk mytologi som väver ödesväven som styr varje människas liv, från födseln till döden. Skuld är även en av valkyriorna. Den etymologiska betydelsen av hennes namn är nödvändighet och hon väver vad som komma skall. Nornorna är nära besläktade med eller till och med identiska med diserna. De råder över ödet och kallas därför också för ödesdiser. Över varje släkt vakar och råder en sådan dis. Nornornas härkomst är höljt i dunkel:
"Av helt olika härkomst tror jag nornorna är, de har ingen gemensam ätt. Somliga släktas från asar, somliga släktas från alver, somliga är Dvalins döttrar" (ur Gylfaginning).
Somliga säger att nornorna kommer från Jotunheim, döttrar till jätten Nörve och systrar till Nótt (natten), vilket i så fall skulle innebära att de föddes före Oden och hans bröder. Den enda som sägs veta svaret säkert är Oden som vid en visdomstävling fick svaret av Vaftrudner, den visaste av alla jättar.
De tre nornorna Urd, Skuld och Verdandi bor vid asken Yggdrasils rötter, invid Urdarbrunnen (”ödesbrunnen”), där de hämtar det vatten och vita sand som de sedan översköljer Yggdrasils rötter för att förhindra att dess stam och grenar ska vissna.
Asteroiden 1130 Skuld är uppkallad efter henne.